# هوراس فليتشر
هوراس فليتشر (بالإنجليزية: Horace Fletcher)‏ (1876 في المملكة المتحدة - 1 سبتمبر 1931) هو لاعب كرة قدم بريطاني (وحمل سابقاً جنسية المملكة المتحدة لبريطانيا العظمى وأيرلندا) في مركز مهاجم داخلي. لعب مع Rotherham Town F.C. (1899) ‏ ولينكولن سيتي أف سي وMexborough Town F.C. ‏.